# 직지사

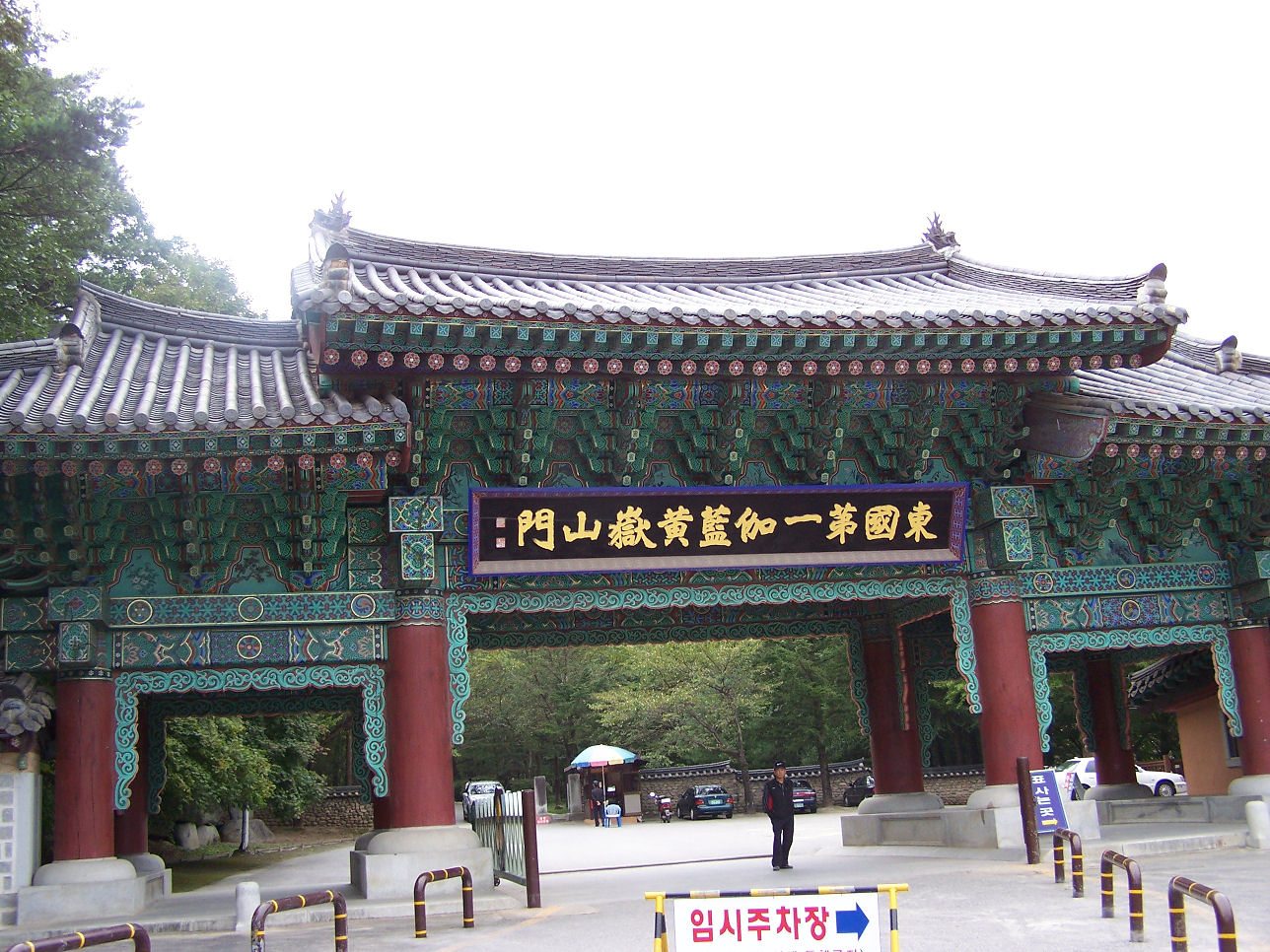
직지사 입구

직지사(直指寺)는 경상북도 김천시 대항면 운수리 황악산(黃嶽山)에 위치한 사찰이다. 대한불교 조계종 제8교구 본사이다.

## 역사

### 사명대사의 출가본사, 직지사
직지사는 신라 눌지왕 2년(418년)에 아도화상이 창건했다고 한다. 아도화상이 선산 도리사에서 손가락으로 황악산을 가리키며 저 산에도 좋은 절터가 있다고 해서 ‘직지’라는 사명이 붙게 되었다는 설과 고려 태조 19년(936년)에 능여대사(能如大師)가 절을 중건할 때 자를 쓰지 않고 직접 자기 손으로 측량하여 지었기 때문에 직지사라는 이름이 붙었다는 설이 전한다. 임진왜란 때에 소실된 것을 조선 15대 광해군 때인 1610년(광해군 2년)에 재건하였다.
직지사를 품고 있는 황악산(黃岳山)은 청, 황, 적, 백, 흑의 5색 중에서 중앙을 상징하는 색이다. 우리나라를 놓고 볼 때 직지사는 중심부에 자리 잡고 있어 황악산이라 부르고 그 안에 터를 잡은 직지사는 예로부터 동국제일가람으로 불려 왔다. 황악산의 산세도 정상인 비로봉(毘盧峰)에서 경상도와 전라도, 충청도가 한눈에 들어오는 삼남의 중심이다.
신라시대에 2차에 걸친 중수가 있었다. 첫째는 선덕여왕 14년(645년)에 자장율사가 했다는 이야기와 두 번째는 경순왕 4년(930년) 천묵대사(天默大師가 중수했다는 기록이 그것이다. 자장율사의 중수는 이야기로만 전해지지만 천묵대사의 두 번째 중수는 대동금석서(大東金石書)에 실려 있는 직지사 대장당기비(大藏堂記碑)의 내용 가운데 직지사에 대장당을 짓고 금자대장경을 모셨다는 기록으로 뒷받침되고 있다.
조선시대에는 제2대 정종 임금의 태봉을 사두혈의 명당으로 소문났던 절의 북봉(北峰)에 모시면서 태실을 수호하는 수직사찰이 되기도 했다. 현재는 대한불교조계종의 제8교구본사로 경북 북서부 김천, 구미, 상주, 문경, 예천 지역 백두대간 골골이 숨겨진 보석 같은 54개의 말사들을 관장하고 있다.

### 사명대사와 천왕문 앞 돌
직지사는 임진왜란 때 나라를 구한 사명대사의 출가본사다. 경남 밀양 태생이었던 사명대사는 13세 때 직지사 앞 유촌마을로 이사를 하게 된다. 그곳에 머물던 황희 정승의 현손 황여헌 선생 문하에서 공부하기 위해서 이사했지만 15세에 어머니를 여의고 이듬해 아버지마저 잃게 되자 바로 직지사로 출가해서 신묵대사의 제자가 되었다.
18세에 봉은사에서 치러진 승과에서 장원으로 합격하고 30세에 직지사 주지가 되었다. 32세에는 스승인 서산대사의 뒤를 이어 봉은사 주지로 천거되었으나 곧바로 묘향산 보현사로 스승을 따라 갔다가 금강산 유점사에 머물 때 임진왜란이 발발하게 된다. 임진왜란이 발발하자 사명대사는 서산의 사발통문을 접하자마자 바로 의승병을 조직해 승병장으로서 명승을 떨치게 된다.
사명대사가 처음 직지사로 들어오던 날의 일화와 관련한 유적이 현재까지도 직지사에 남아 있다. 천왕문 옆 반듯한 바윗돌이 바로 그것인데, 신묵대사가 참선을 하던 도중 잠깐 잠에 들었을 때였다고 한다. 꿈에 천왕문 옆 은행나무에 황룡이 서려있는 것을 보고는 문득 잠이 깨어 부리나케 꿈에서 본 천왕문 앞 은행나무로 달려갔다. 은행나무 아래 깎아놓은 것 같은 돌판이 있는데 그 위에 한 소년이 잠에 들어 있었다. 신묵대사는 소년을 거두어 제자로 삼았으니 그 소년이 바로 훗날의 사명대사다.
은행나무는 1800년 만세루 화재 때 불타 없어졌지만 천왕문 앞 돌은 아직도 거기에서 이 땅의 또 다른 사명대사를 기다리며 단잠에 들어 있다.

## 문화재
| 종목                        | 명칭                                                                      | 시대 | 지정일     | 비고 |
| --------------------------- | ------------------------------------------------------------------------- | ---- | ---------- | ---- |
| 국보 제208호                | 도리사 세존사리탑 금동 사리기 (桃李寺 世尊舍利塔 金銅舍利器)              | 신라 | 1982.12.07 |      |
| 보물 제11-2호               | 사인비구 제작 동종 - 문경김룡사동종 (思印比丘 製作 銅鍾 - 聞慶金龍寺銅鍾) | 조선 | 2000.02.15 |      |
| 보물 제319호                | 김천 직지사 석조약사여래좌상 (金泉 直指寺 石造藥師如來坐像)               | 신라 | 1963.01.21 |      |
| 보물 제606호                | 문경 도천사지 동·서 삼층석탑 (聞慶 道川寺址 東·西 三層石塔)               | 신라 | 1976.11.30 |      |
| 보물 제607호                | 문경 도천사지 삼층석탑 (聞慶 道川寺址 三層石塔)                           | 신라 | 1976.11.30 |      |
| 보물 제670호                | 직지사 대웅전 삼존불탱화 (直指寺大雄殿三尊佛幀畵)                         | 조선 | 1980.08.23 |      |
| 보물 제1141호               | 예천 한천사 금동 자물쇠 및 쇠북 (醴泉 寒天寺 金銅鎖金 및 金鼓)            | 고려 | 1992.07.28 |      |
| 보물 제1186호               | 전 구미 강락사지 삼층석탑 (傳 龜尾 江洛寺址 三層石塔)                     | 신라 | 1993.11.19 |      |
| 보물 제1241호               | 예념미타도량참법 권6~10 (禮念彌陀道場懺法 卷六∼十)                        | 조선 | 1996.04.04 |      |
| 보물 제1303호               | 백지금니금강 및 보문발원 (白紙金泥金剛 및 普門發願)                       | 고려 | 2000.12.22 |      |
| 보물 제1306호               | 묘법연화경 (妙法蓮華經)                                                   | 조선 | 2001.01.02 |      |
| 보물 제1330호               | 예천용문사팔상탱 (醴泉龍門寺八相幀)                                       | 조선 | 2001.10.25 |      |
| 보물 제1576호               | 김천 직지사 대웅전 (金泉 直指寺 大雄殿)                                   | 조선 | 2008.09.03 |      |
| 보물 제2026호               | 김천 직지사 괘불도 (金泉 直指寺 掛佛圖)                                   | 조선 | 2019.06.26 |      |
| 경상북도 유형문화재 제296호 | 직지사석조나한좌상 (直指寺石造羅漢坐像)                                   | 고려 | 1997.09.29 |      |

## 같이 보기
- 한국의 불교
- 한국의 건축